# Червенокрака лулица
Червенокраката лулица (Strix rufipes) е вид птица от семейство Совови (Strigidae).

## Разпространение и местообитание
Разпространен е в Аржентина и Чили.